# Manoir de la Chouanière
Ne doit pas être confondu avec Manoir de la Chouannière.
Le manoir de la Chouanière est un manoir situé à Montreuil-sur-Maine, en France.

## Localisation
Le manoir est situé dans le département français de Maine-et-Loire, sur la commune de Montreuil-sur-Maine.

## Historique
L'édifice est inscrit au titre des monuments historiques en 1973.